# Kościół Podwyższenia Krzyża Świętego w Brzegu
Kościół Podwyższenia Krzyża Świętego – rzymskokatolicki kościół parafialny w Brzegu, w województwie opolskim. Kościół należy do parafii Podwyższenia Krzyża Świętego w Brzegu w dekanacie Brzeg północ, archidiecezji wrocławskiej. Świątynia została wpisana 29 marca 1949 roku, pod numerem 56, do rejestru zabytków województwa opolskiego.

## Historia kościoła
Został zbudowany w latach 1734–1739 (wieże w latach 1854–1856, według projektu barona von Wilczka) w miejscu zburzonego w 1545 roku zespołu klasztornego dominikanów – dla przybyłych w 1677 roku do miasta jezuitów (projektant J. Frisch). Jednonawowy o sklepieniu kolebkowym, z szeregiem kaplic bocznych i empor. Wyróżniają się nasklepienne freski Johanna Kubena, wykonane w latach 1739–1745, przedstawiające chwałę Krzyża Świętego, misje zakonu jezuitów oraz postacie świętych.

## Architektura i wnętrze kościoła
Budowla od wejścia głównego poprzedzona jest dwuwieżową fasadą, podzieloną pilastrami, z portalem nad którym znajduje się krzyż. Elewacje posiadają półkoliste okna. Dach dwuspadowy zakończony wieżyczką na sygnaturkę. Wewnątrz sklepienie kolebkowe wsparte filarami o kompozytowych głowicach kolumn. Kaplice są półkoliste, empory nad nimi zakończone są parapetami i balustradami. Całość wnętrza kościoła upiększona jest polichromią, składającą się ze 115 scen przedstawionych na ikonach o różnej treści i wielkości ikon. Interesującym elementem wnętrza kościoła jest pietà (figurka Maryi trzymającej na kolanach martwego Jezusa Chrystusa), która jest marionetką o poruszającej się głowie i rękach. Obejście wokół świątyni upiększają dwie barokowe figury pochodzące z 1722 roku:
- figura św. Judy Tadeusza,
- figura św. Jana Nepomucena[3].

## Organy
Budowę organów rozpoczął Gottfried Riemer. Nie dokończył jej ze względu na śmierć syna. Pracę przejęła firma Gebrüder Walter z Góry, która dokończyła budowę w latach 1880–1889. Pierwotnie instrument liczył 30 głosów, obecnie 28. Generalny remont organów przeprowadziła w latach 90. XX wieku firma braci Broszków.
| Manuał I              | Manuał II              | Manuał III         | Pedał              |
| --------------------- | ---------------------- | ------------------ | ------------------ |
| 1. Bordun 16'         | 1. Aeoline 8'          | 1. Flet 4'         | 1. Posaune 16'     |
| 2. Doppelflaut 8'     | 2. Flöte 8'            | 2. Lbl. Gedakt 8'  | 2. Oktave 4'       |
| 3. Gambe 8'           | 3. Portunal 8'         | 3. Vox Coelest. 8' | 3. Prinzipalbas 8' |
| 4. Prizipal 8'        | 4. Gelegenprinzipal 8' | 4. Oboe 8'         | 4. Cello 8'        |
| 5. Doppelrohrflaut 4' | 5. Flaut Travers 4'    |                    | 5. Violon 16'      |
| 6. Oktave 4'          | 6. Flautino 2'         |                    | 6. Subbas 16'      |
| 7. Quinte 2 2/3'      | 7. Mixtur 2 fach       |                    | 7. Zartbass 16'    |
| 8. Super Oktave 2'    |                        |                    |                    |
| 9. Mixtur 5 fach      |                        |                    |                    |
| 10. Kwintaton 8'      |                        |                    |                    |

## Galeria

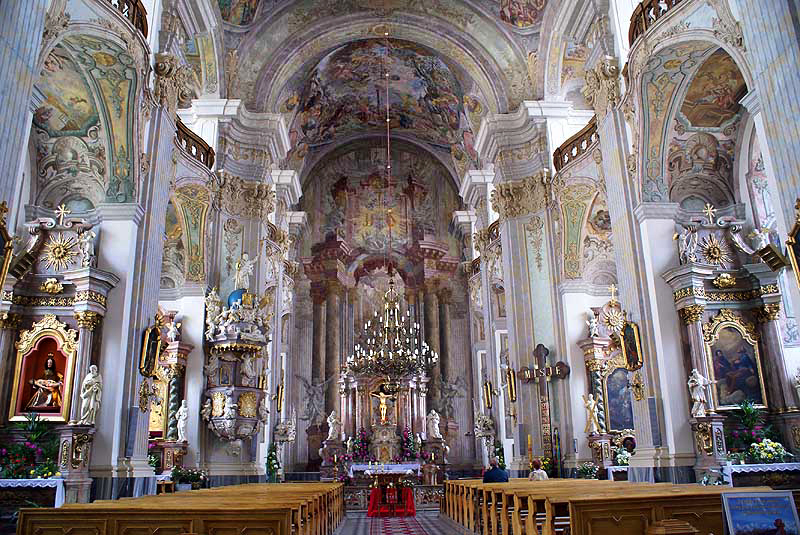
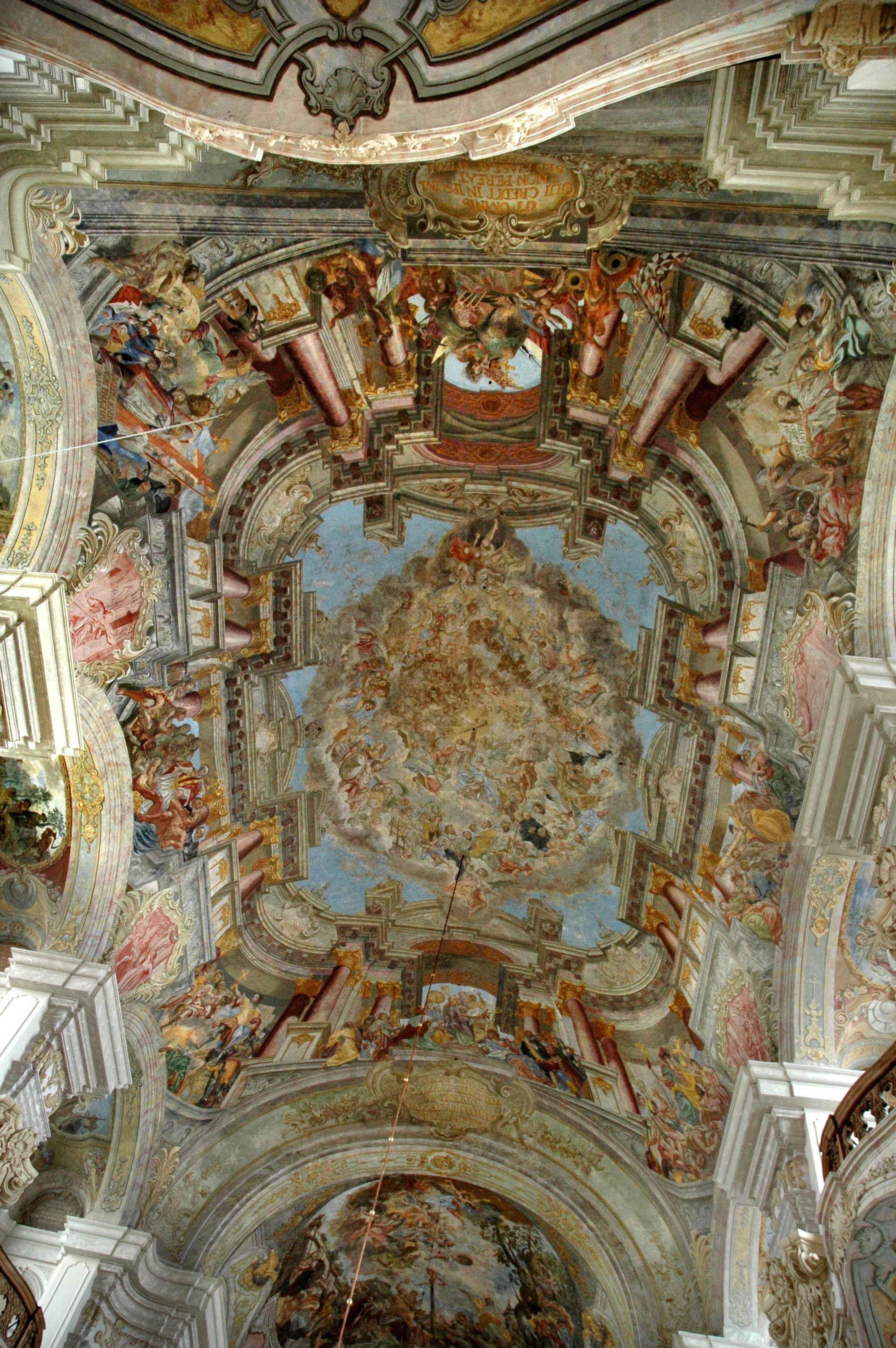
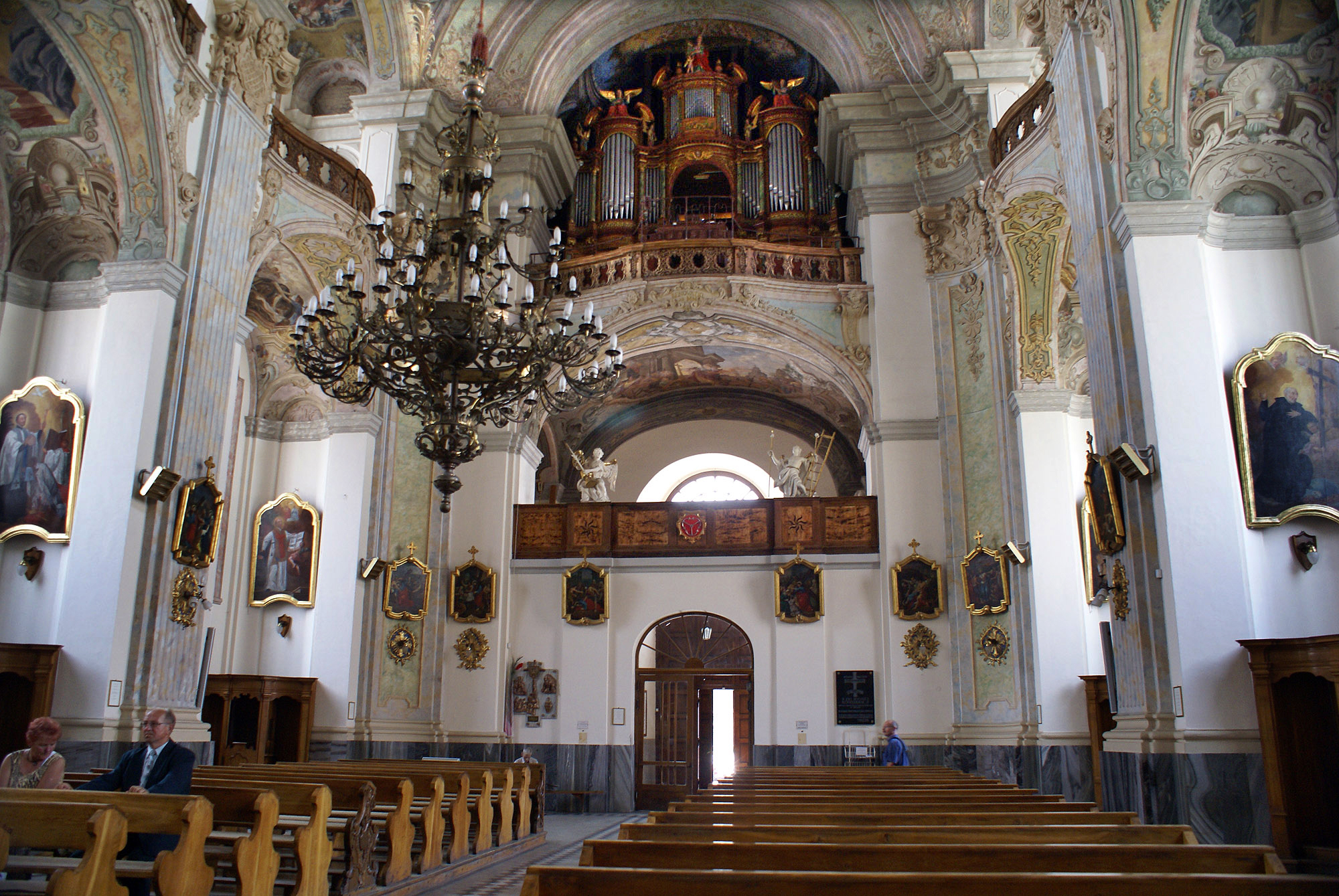
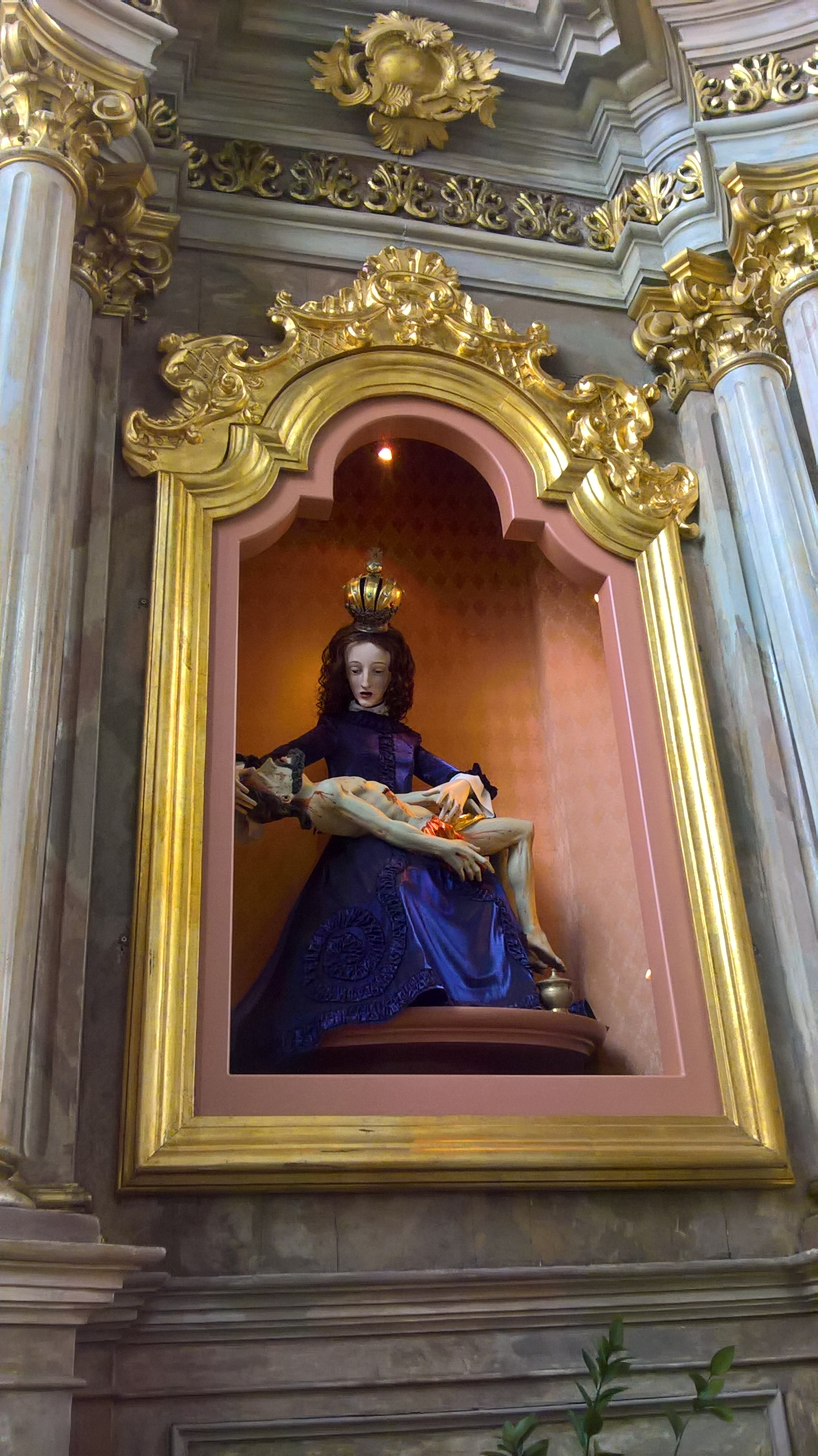